# Parc provincial de la Rivière-des-Outaouais
Le parc provincial de la Rivière-des-Outaouais (anglais : Ottawa River Provincial Park) est un parc provincial de l'Ontario (Canada) située dans le comté de Renfrew. Ce petit parc de 125 ha a pour mission de protéger une section de rivage non perturbé de la rivière des Outaouais.